# Franklin Monteiro Gondim
Franklin Monteiro Gondim (Fortaleza, 11 de dezembro de 1894 - 16 de novembro de 1982) foi um comerciante e político brasileiro.
Foi interventor federal interino no Ceará, de 10 a 25 de maio de 1935.